# Xanthodaphne araneosa
Xanthodaphne araneosa é uma espécie de gastrópode do gênero Xanthodaphne, pertencente a família Raphitomidae.